# Bedmar y Garcíez
Bedmar y Garcíez is een gemeente in de Spaanse provincie Jaén in de regio Andalusië met een oppervlakte van 119 km². In 2001 telde Bedmar y Garcíez 3246 inwoners.